# Campionati europei di trampolino elastico 1983
I Campionati europei di trampolino elastico 1983 sono stati la 8ª edizione della competizione organizzata dalla Unione Europea di Ginnastica. Si sono svolti a Burgos, in Spagna dal 9 al 10 settembre 1983.

## Medagliere
| Posiz. | Nazione          | Oro | Argento | Bronzo | Totale |
| ------ | ---------------- | --- | ------- | ------ | ------ |
| 1      | Regno Unito      | 4   | 1       | 2      | 7      |
| 2      | Germania Ovest   | 3   | 3       | 1      | 7      |
| 3      | Unione Sovietica | 3   | 3       | 0      | 6      |
| 4      | Polonia          | 2   | 1       | 2      | 5      |
| 5      | Spagna           | 1   | 2       | 3      | 6      |
| 6      | Francia          | 1   | 0       | 2      | 3      |
| 7      | Portogallo       | 0   | 0       | 1      | 1      |
| Totale | Totale           | 14  | 10      | 11     | 35     |

## Podi

### Uomini
| Evento                | Oro                  | Argento           | Bronzo        |
| Trampolino            | Igor Bogachev        | Eugeni Janes      | Carl Furrer   |
| Double mini           | Manfred Schwedler    | Angel Ballesteros | Alfonso Gines |
| Tumbling              | Wojciech Zabierowski | Witola Majka      | Leszek Rostek |
| Sincronizzato         | Unione Sovietica     | Unione Sovietica  | Polonia       |
| Trampolino a squadre  | Unione Sovietica     | Regno Unito       | Spagna        |
| Double mini a squadre | Spagna               | Germania Ovest    | Portogallo    |
| Tumbling a squadre    | Polonia              | Non assegnato     | Non assegnato |

### Donne
| Evento                | Oro                       | Argento          | Bronzo                    |
| Trampolino            | Andrea Holmes Sue Shotton | Non assegnato    | Nadine Conte              |
| Double mini           | Gabi Dreier               | Bettina Lehmann  | Inke Bradt Begona Paredes |
| Tumbling              | Magalie Lakiere           | Non assegnato    | Non assegnato             |
| Sincronizzato         | Regno Unito               | Unione Sovietica | Regno Unito               |
| Trampolino a squadre  | Regno Unito               | Germania Ovest   | Francia                   |
| Double mini a squadre | Germania Ovest            | Spagna           | Non assegnato             |